# Von der Pahlen (cràter)
Von der Pahlen és un cràter d'impacte erosionat que es troba a la cara oculta de la Lluna. Es localitza a un diàmetre a sud-sud-oest del cràter Strömgren. Més a sud es troba Chebyshev, més gran, i a l'oest-sud-oest apareix Das.

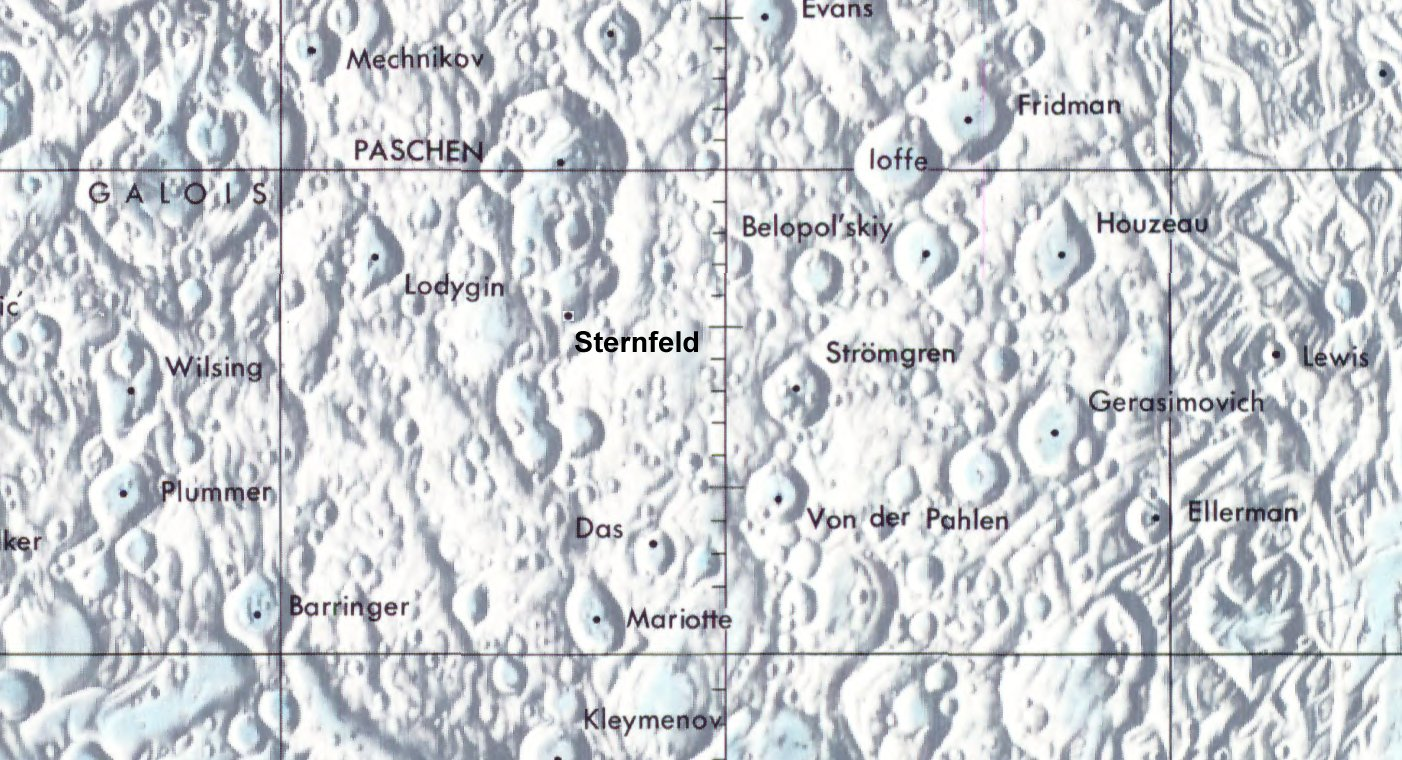
Localització de Von der Pahlen (centre de la imatge)
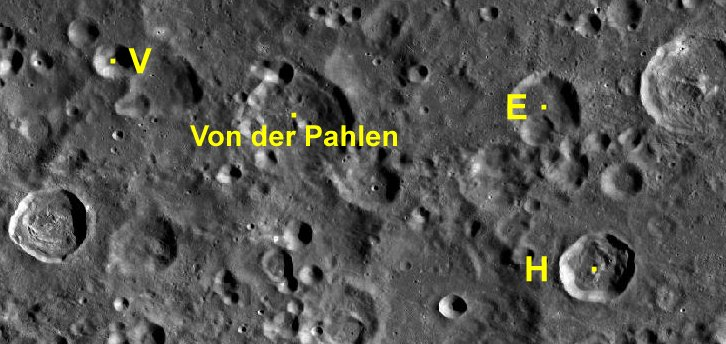
Cràters satèl·lit

Aquest cràter ha estat molt desgastat per successius impactes, deixant la vora i l'interior desfigurats i plens de cràters. Posseeix un petit cràter unit a l'exterior de la vora a sud-est, i les restes d'un cràter de la mateixa mida a la vora meridional. Altres cràters petits es troben travessant els límits de la vora a nord-oest, oest i sud-oest. La resta de la vora ha estat arrodonida per l'erosió generada per múltiples impactes. Un petit cràter ocupa pràcticament el punt mig del cràter.

## Cràters satèl·lit
Per convenció aquests elements són identificats en els mapes lunars posant la lletra en el costat del punt central del cràter que està més proper a Von der Pahlen.
| Von der Pahlen | Coordenades                            | Diàmetre |
| -------------- | -------------------------------------- | -------- |
| E              | 24° 30′ S, 128° 48′ O / 24.5°S,128.8°O | 32 km    |
| H              | 27° 06′ S, 127° 30′ O / 27.1°S,127.5°O | 35 km    |
| V              | 23° 48′ S, 135° 36′ O / 23.8°S,135.6°O | 19 km    |